# Premier League Irlandii Północnej w piłce siatkowej mężczyzn (2024/2025)
Premier League Irlandii Północnej w piłce siatkowej mężczyzn 2024/2025 – rozgrywki o ligowe mistrzostwo Irlandii Północnej zorganizowane przez stowarzyszenie Northern Ireland Volleyball. Rozpoczęły się 7 października 2024 roku.
W Premier League wzięło udział 5 drużyn. Do najwyższej klasy rozgrywkowej dołączył mistrz Division 1 – Belfast Wolves. Rozgrywki składały się z fazy zasadniczej oraz fazy play-off. W fazie zasadniczej zespoły rozegrały ze sobą po dwa mecze. Zwycięzca fazy zasadniczej – Belfast Wolves – został mistrzem ligi. Drugie miejsce zajęła drużyna Ballymoney Blaze, a trzecie – Aztecs Eagles.
Cztery najlepsze zespoły fazy zasadniczej awansowały do fazy play-off obejmującej półfinały i finał. Finał rozegrano 26 kwietnia 2025 roku w South Lake Leisure Centre w Craigavon. Mistrzem fazy play-off został również Belfast Wolves, który w finale pokonał Aztecs Eagles.

## System rozgrywek
Premier League w sezonie 2024/2025 składała się z fazy zasadniczej oraz fazy play-off. W fazie zasadniczej drużyny rozegrały ze sobą po dwa mecze systemem kołowym (mecz u siebie i rewanż na wyjeździe). Zwycięzca fazy zasadniczej został mistrzem ligowym. Cztery najlepsze zespoły awansowały do fazy play-off, natomiast drużyna, która zajęła ostatnie miejsce, trafiła do baraży i rozegrała spotkanie z mistrzem Division 1 o prawo gry w najwyższej klasie rozgrywkowej w sezonie 2025/2026.
Pary półfinałowe utworzono na podstawie miejsc zajętych przez drużyny w fazie zasadniczej według klucza:
- para 1: 1–4;
- para 2: 2–3.

Gospodarzem półfinałowego meczu był zespół, który w fazie zasadniczej zajął wyższe miejsce. Finał rozegrano na neutralnym terenie.

## Drużyny uczestniczące
W Premier League w sezonie 2024/2025 uczestniczyło 5 drużyn. Do najwyższej klasy rozgrywkowej dołączył mistrz Division 1 – Belfast Wolves.
| Premier League 2024/2025 | Premier League 2024/2025 | Premier League 2024/2025 |
| --- | ------------------------ | ------------------------ |
| Queen's University Belfast (QUB Aces) | 2                        | mistrzostwo              |
| Ballymoney Blaze | 1                        | finał                    |
| Aztecs Eagles | 3                        | półfinał                 |
| Queen's University Belfast 2 (QUB Knights) | 4                        | półfinał                 |
| Awans z Division 1 |                          |                          |
| Belfast Wolves | 1                        | —                        |
| Oznaczenia: - kolumna druga – miejsce zajęte przez daną drużynę w poprzednim sezonie w fazie zasadniczej, - kolumna trzecia – osiągnięcie danej drużyny w fazie play-off. |                          |                          |

### Awanse i spadki
| Poz. | Spadek z Premier League 2023/2024 |
| ---- | --------------------------------- |
| 5.   | Aztecs Warriors                   |

| Poz. | Awans z Division 1 2023/2024 |
| ---- | ---------------------------- |
| 1.   | Belfast Wolves               |

## Hale sportowe
| Drużyna                                                                               | Hala sportowa                                                | Miejscowość        |
| ------------------------------------------------------------------------------------- | ------------------------------------------------------------ | ------------------ |
| Aztecs Eagles                                                                         | Craigavon Senior High School                                 | Craigavon          |
| Ballymoney Blaze                                                                      | Dalriada School                                              | Ballymoney         |
| Belfast Wolves                                                                        | Sullivan Upper School                                        | Holywood (Belfast) |
| QUB Aces                                                                              | Queen's University Belfast – Physical Education Centre (PEC) | Belfast            |
| QUB Knights                                                                           | Queen's University Belfast – Physical Education Centre (PEC) | Belfast            |
| Uwaga: Finał fazy play-off rozegrano w South Lake Leisure Centre w Craigavon. Źródło: |                                                              |                    |

| Aztecs EaglesBallymoney BlazeBelfast Wolves1) QUB Aces · 2) QUB Knights Lokalizacja głównych obiektów sportowych |

## Faza zasadnicza

### Tabela wyników
| Gospodarz \ Gość1 | BLZ | QUB ACES | AZT EAG | QUB KNG | WLV |
| ----------------- | --- | -------- | ------- | ------- | --- |
| Ballymoney Blaze  | -   | 3:1      | 3:0     | 3:1     | 0:3 |
| QUB Aces          | 0:3 | -        | 3:1     | 3:0     | 1:3 |
| Aztecs Eagles     | 3:1 | 3:2      | -       | 3:0     | 3:2 |
| QUB Knights       | 0:3 | 0:3      | 1:3     | -       | 1:3 |
| Belfast Wolves    | 3:0 | 3:0      | 3:1     | 3:0     | -   |

Źródło: 
1 Drużyna gospodarzy jest wymieniona po lewej stronie tabeli.
Kolory:
  zwycięstwo gospodarzy 3:0 lub 3:1
  zwycięstwo gospodarzy 3:2
  zwycięstwo gości 3:0 lub 3:1
  zwycięstwo gości 3:2

### Terminarz i wyniki spotkań
| Data | Godz. | Gospodarz        | Rezultat                                | Gość             | Hala sportowa                |
| --- | ----- | ---------------- | --------------------------------------- | ---------------- | ---------------------------- |
| 1. KOLEJKA |       |                  |                                         |                  |                              |
| 7.10.2024 | 20:00 | Aztecs Eagles    | 3:2 (20:25, 25:17, 18:25, 26:24, 15:13) | Belfast Wolves   | Craigavon Senior High School |
| 9.10.2024 | 20:00 | QUB Aces         | 0:3 (17:25, 18:25, 22:25)               | Ballymoney Blaze | Queen's PEC                  |
| 2. KOLEJKA |       |                  |                                         |                  |                              |
| 28.10.2024 | 20:00 | Ballymoney Blaze | 3:1 (25:19, 25:18, 22:25, 25:23)        | QUB Knights      | Dalriada School              |
| 8.02.2025 | 14:00 | Belfast Wolves   | 3:0 (25:23, 25:19, 25:17)               | QUB Aces         | Sullivan Upper School        |
| 3. KOLEJKA |       |                  |                                         |                  |                              |
| 4.11.2024 | 20:00 | QUB Knights      | 1:3 (25:21, 22:25, 16:25, 14:25)        | Aztecs Eagles    | Queen's PEC                  |
| 17.02.2025 | 20:00 | Belfast Wolves   | 3:0 (25:20, 25:21, 25:18)               | Ballymoney Blaze | Sullivan Upper School        |
| 4. KOLEJKA |       |                  |                                         |                  |                              |
| 11.12.2024 | 20:00 | QUB Knights      | 1:3 (18:25, 18:25, 25:20, 20:25)        | Belfast Wolves   | Queen's PEC                  |
| 25.11.2024 | 20:00 | Aztecs Eagles    | 3:2 (22:25, 15:25, 25:11, 25:18, 15:10) | QUB Aces         | Craigavon Senior High School |
| 5. KOLEJKA |       |                  |                                         |                  |                              |
| 9.12.2024 | 20:00 | Ballymoney Blaze | 3:0 (25:22, 25:22, 25:22)               | Aztecs Eagles    | Dalriada School              |
| 10.03.2025 | 20:00 | QUB Aces         | 3:0 (25:12, 29:27, 25:18)               | QUB Knights      | Queen's PEC                  |
| 6. KOLEJKA |       |                  |                                         |                  |                              |
| 22.02.2025 | 14:00 | Belfast Wolves   | 3:1 (25:14, 25:19, 21:25, 25:15)        | Aztecs Eagles    | Sullivan Upper School        |
| 27.01.2025 | 20:00 | Ballymoney Blaze | 3:1 (25:27, 25:16, 25:23, 25:18)        | QUB Aces         | Dalriada School              |
| 7. KOLEJKA |       |                  |                                         |                  |                              |
| 24.03.2025 | 20:00 | QUB Knights      | 0:3 (19:25, 16:25, 13:25)               | Ballymoney Blaze | Queen's PEC                  |
| 9.04.2025 | 20:00 | QUB Aces         | 1:3 (22:25, 27:25, 22:25, 17:25)        | Belfast Wolves   | Queen's PEC                  |
| 8. KOLEJKA |       |                  |                                         |                  |                              |
| 17.02.2025 | 20:00 | Aztecs Eagles    | 3:0 (25:0, 25:0, 25:0)                  | QUB Knights      | Craigavon Senior High School |
| 24.02.2025 | 20:00 | Ballymoney Blaze | 0:3 (20:25, 18:25, 23:25)               | Belfast Wolves   | Dalriada School              |
| 9. KOLEJKA |       |                  |                                         |                  |                              |
| 8.03.2025 | 16:00 | Belfast Wolves   | 3:0 (25:18, 25:13, 25:13)               | QUB Knights      | Sullivan Upper School        |
| 3.03.2025 | 20:00 | QUB Aces         | 3:1 (20:25, 25:20, 25:23, 25:21)        | Aztecs Eagles    | Queen's PEC                  |
| 10. KOLEJKA |       |                  |                                         |                  |                              |
| 17.03.2025 | 20:00 | Aztecs Eagles    | 3:1 (25:21, 19:25, 25:22, 25:17)        | Ballymoney Blaze | Craigavon Senior High School |
| 19.03.2025 | 20:00 | QUB Knights      | 0:3 (15:25, 23:25, 18:25)               | QUB Aces         | Queen's PEC                  |
| Godziny do 27 października 2024 roku podane są według strefy czasowej UTC+1, a od 27 października 2024 roku według strefy czasowej UTC±0. Źródło: |       |                  |                                         |                  |                              |

### Tabela
| Lp.                           | Drużyna          | Pkt | Mecze | Mecze | Mecze | Rodzaj wyniku | Rodzaj wyniku | Rodzaj wyniku | Rodzaj wyniku | Rodzaj wyniku | Rodzaj wyniku | Sety | Sety | Sety  | Małe punkty | Małe punkty | Małe punkty |
| Lp.                           | Drużyna          | Pkt | M     | W     | P     | 3:0           | 3:1           | 3:2           | 2:3           | 1:3           | 0:3           | wyg. | prz. | stos. | zdob.       | str.        | stos.       |
| ----------------------------- | ---------------- | --- | ----- | ----- | ----- | ------------- | ------------- | ------------- | ------------- | ------------- | ------------- | ---- | ---- | ----- | ----------- | ----------- | ----------- |
| 1                             | Belfast Wolves   | 22  | 8     | 7     | 1     | 4             | 3             | 0             | 1             | 0             | 0             | 23   | 6    | 3.83  | 695         | 569         | 1.22        |
| 2                             | Ballymoney Blaze | 15  | 8     | 5     | 3     | 3             | 2             | 0             | 0             | 1             | 2             | 16   | 11   | 1.45  | 627         | 584         | 1.07        |
| 3                             | Aztecs Eagles    | 13  | 8     | 5     | 3     | 1             | 2             | 2             | 0             | 2             | 1             | 17   | 15   | 1.13  | 699         | 621         | 1.13        |
| 4                             | QUB Aces         | 10  | 8     | 3     | 5     | 2             | 1             | 0             | 1             | 2             | 2             | 13   | 16   | 0.81  | 626         | 654         | 0.96        |
| 5                             | QUB Knights      | 0   | 8     | 0     | 8     | 0             | 0             | 0             | 0             | 3             | 5             | 3    | 24   | 0.13  | 448         | 667         | 0.67        |
| Legenda: faza play-off baraże |                  |     |       |       |       |               |               |               |               |               |               |      |      |       |             |             |             |

Źródło: 
Punktacja: 3:0 i 3:1 – 3 pkt; 3:2 – 2 pkt; 2:3 – 1 pkt; 1:3 i 0:3 – 0 pkt
Zasady ustalania kolejności: 1. liczba punktów; 2. liczba zwycięstw; 3. stosunek setów; 4. stosunek małych punktów; 5. bilans w bezpośrednich meczach

## Faza play-off
Godziny podane są według strefy czasowej UTC+1.

### Drabinka
|  |           |                  |           |               |   |       |                |       |
|  | Półfinały | Półfinały        | Półfinały |               |   | Finał | Finał          | Finał |
|  | Półfinały | Półfinały        | Półfinały |               |   | Finał | Finał          | Finał |
|  |           |                  |           |               |   |       |                |       |
|  |           |                  |           |               |   |       |                |       |
|  | 1         | Belfast Wolves   | 3         |               |   |       |                |       |
|  | 1         | Belfast Wolves   | 3         |               |   |       |                |       |
|  | 4         | QUB Aces         | 1         |               |   |       |                |       |
|  | 4         | QUB Aces         | 1         |               |   | 1     | Belfast Wolves | 3     |
|  |           |                  |           |               |   | 1     | Belfast Wolves | 3     |
|  |           |                  | 3         | Aztecs Eagles | 2 |       |                |       |
|  | 2         | Ballymoney Blaze | 3         | Aztecs Eagles | 2 | 0     |                |       |
|  | 2         | Ballymoney Blaze |           |               |   |       |                |       |
|  | 3         | Aztecs Eagles    | 3         |               |   |       |                |       |
|  | 3         | Aztecs Eagles    | 3         |               |   |       |                |       |
|  |           |                  |           |               |   |       |                |       |
|  |           |                  |           |               |   |       |                |       |
|  |           |                  |           |               |   |       |                |       |
|  |           |                  |           |               |   |       |                |       |
|  |           |                  |           |               |   |       |                |       |
|  |           |                  |           |               |   |       |                |       |
|  |           |                  |           |               |   |       |                |       |

### Półfinały
| Data       | Godz. | Gospodarz        | Rezultat                  | Gość          | Hala sportowa         |
| ---------- | ----- | ---------------- | ------------------------- | ------------- | --------------------- |
|            |       | Belfast Wolves   | 3:1                       | QUB Aces      | Sullivan Upper School |
| 14.04.2025 | 20:00 | Ballymoney Blaze | 0:3 (18:25, 19:25, 19:25) | Aztecs Eagles | Dalriada School       |

### Finał
| Data       | Godz. | Gospodarz      | Rezultat                               | Gość          | Hala sportowa             |
| ---------- | ----- | -------------- | -------------------------------------- | ------------- | ------------------------- |
| 26.04.2025 | 13:30 | Belfast Wolves | 3:2 (20:25, 25:22, 19:25, 25:15, 15:9) | Aztecs Eagles | South Lake Leisure Centre |